# Tarumã (kommun)
Tarumã är en kommun i Brasilien.   Den ligger i delstaten São Paulo, i den södra delen av landet, 800 km söder om huvudstaden Brasília. Antalet invånare är 12 883. Arean är 303 503 kvadratkilometer.
Terrängen i Tarumã är kuperad söderut, men norrut är den platt.
Följande samhällen finns i Tarumã:
- Tarumã

Trakten runt Tarumã består till största delen av jordbruksmark. Runt Tarumã är det ganska glesbefolkat, med 25 invånare per kvadratkilometer.